# Hadeleboea haberi
Hadeleboea haberi är en stekelart som beskrevs av Ugalde och Ian D. Gauld 2002. Hadeleboea haberi ingår i släktet Hadeleboea och familjen brokparasitsteklar. Inga underarter finns listade i Catalogue of Life.